# Черемошне (заказник)
Черемо́шне — ландшафтний заказник місцевого значення в Україні. Розташований у межах Городнянського району Чернігівської області, біля північно-західної околиці міста Городня.
Площа 177 га. Статус присвоєно згідно з рішенням Чернігівської обласної ради від 21.03.1995 року. Перебуває у віданні: Городнянська райрада УТМР.
Статус присвоєно для збереження природних комплексів у межах мальовничого озера (ставу) на річці Чибриж і прибережної смуги. Довжина озера Черемошне — бл. 1,4 км, максимальна ширина — 950 м. До північно-західної частини озера прилягає лісовий масив з переважно сосновими насадженнями.

## Галерея

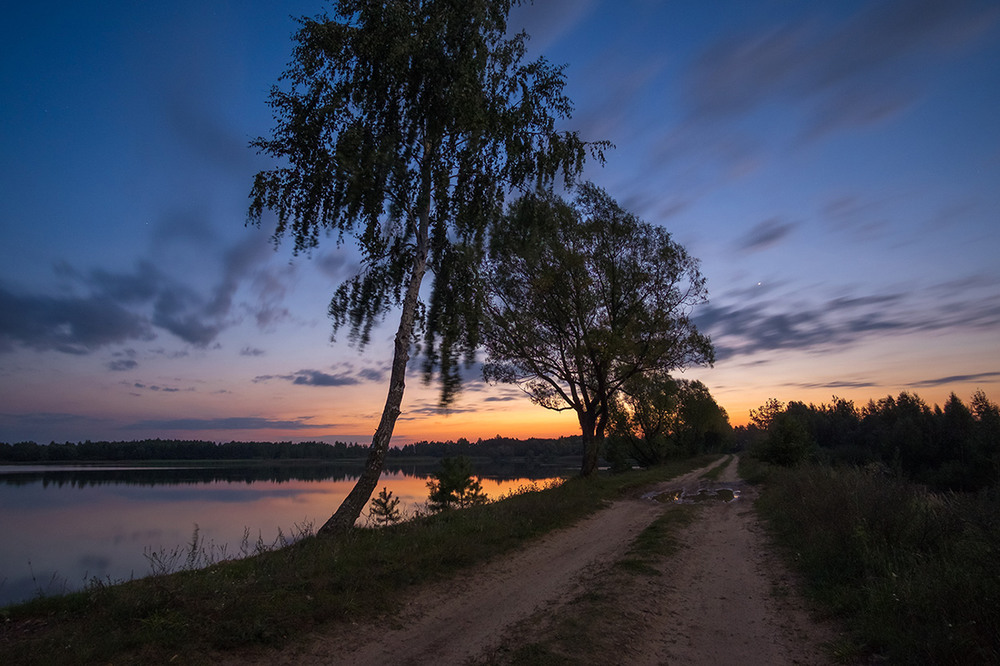
Вечір
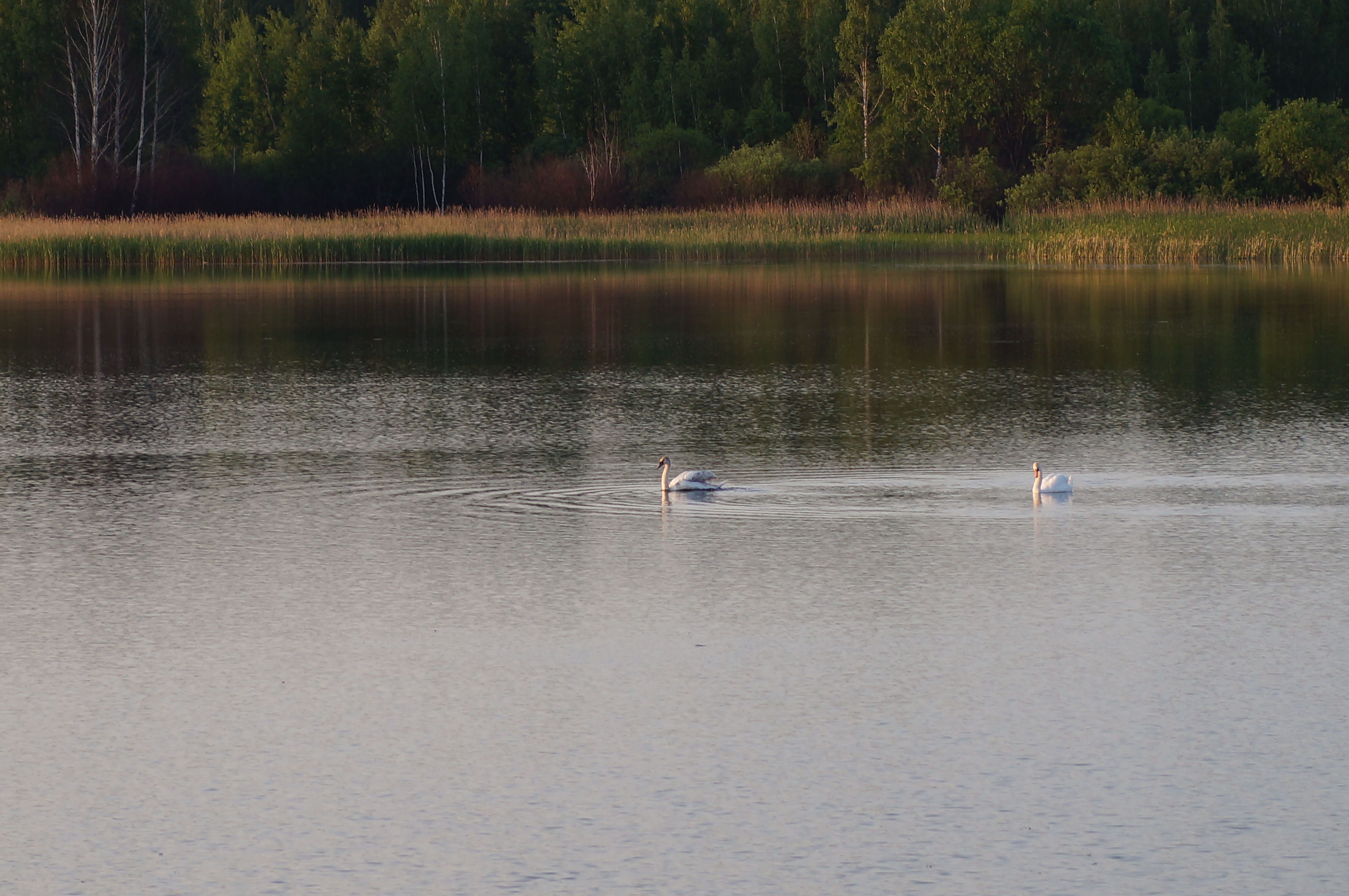
Лебеді на Черемошному
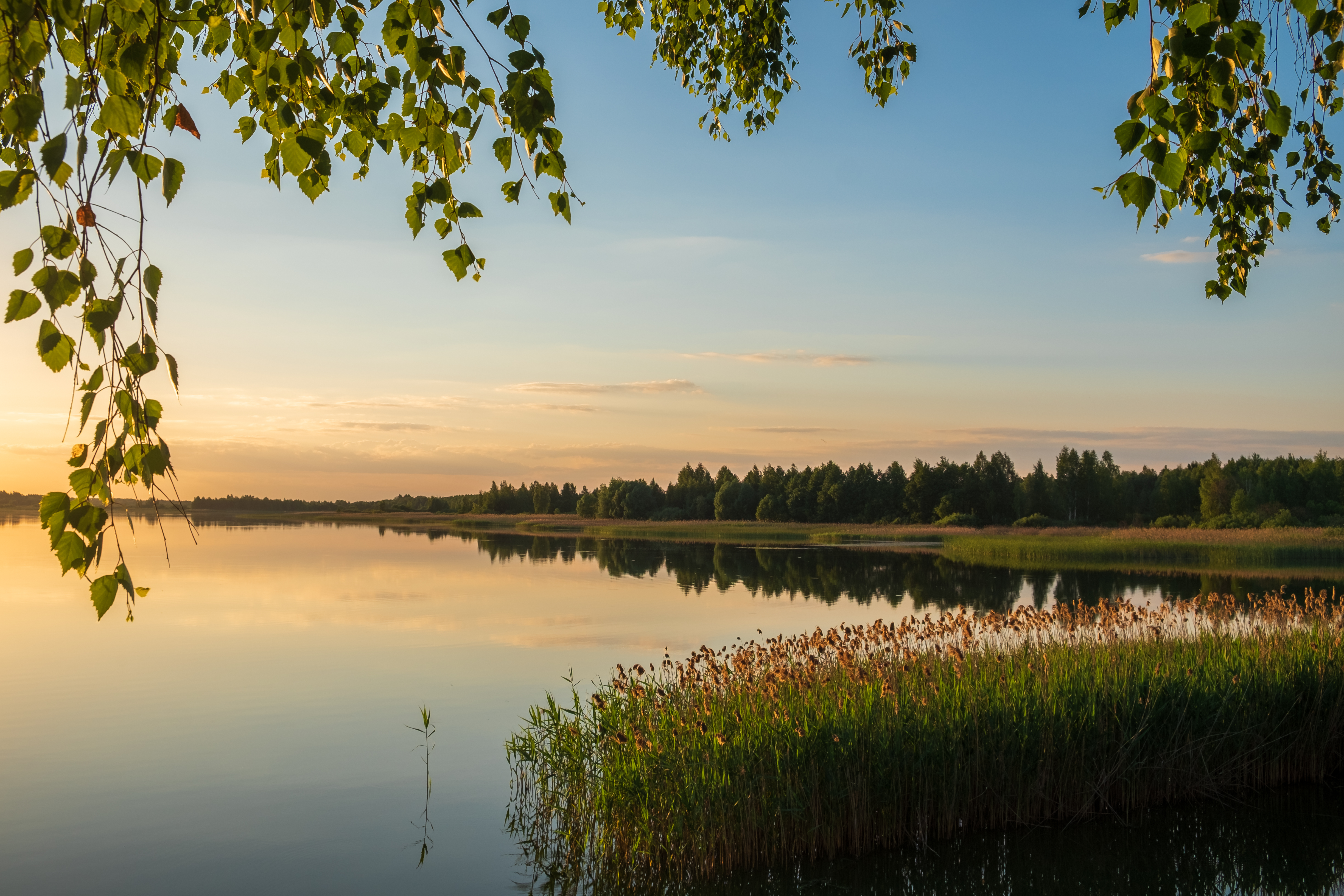
Ранок